# Jamie Jones
Jamie Jones er en dj og producer fra Storbritannien.